# Френсис Ледвиџ
Френсис Ледвиџ (енгл. Francis Ledwidge; Слејн, 19. август 1887 — Ипр, 31. јул 1917) био је ирски песник и војник.
Понекад познат као „песник косица”, убијен је у борби у бици код Пашендала током Првог светског рата.
Написао је песму Јесење вече у Србији за време рата.